# Бузакка, Массимо
Ма́ссимо Буза́кка (итал. Massimo Busacca; род. 6 февраля 1969, Беллинцона) — футбольный судья, глава судейского департамента ФИФА. С 1996 года судит матчи чемпионата Швейцарии. Карьеру как судья международной категории ФИФА, начал с 1 января 1998 года.
Первый матч на уровне сборных провёл 2 июня 2001 года, между сборной Северной Ирландии и Болгарии. Работает директором по менеджменту, в свободное время увлекается лыжами.
Родной язык — итальянский, также владеет английским, французским, немецким и испанским языками.

## Карьера
- Лига чемпионов УЕФА включая квалификационные встречи (2002—2006): 11 Матчей
- Кубок УЕФА (2003—2006): 6 матчей
- Квалификационные матчи ЧМ (2006): 5 матчей
- Чемпионат мира по футболу 2006: 3 матча
- Чемпионат мира по футболу среди молодёжных команд 2003, 2005

### Наиболее значимые матчи
- Кубок УЕФА 2000:  Ливерпуль —  Слован
- Финал Кубка УЕФА 2007:  Эспаньол —  Севилья
- Финал Лиги чемпионов УЕФА 2001/2002:  Реал Мадрид —  Байер 04 (резервный арбитр)
- ЧМ-2006 в Германии:  Испания —  Украина,  Швеция —  Англия,  Аргентина —  Мексика
- Финал Лиги чемпионов УЕФА 2009:  Барселона —  Манчестер Юнайтед
- ЧМ-2010 в Южной Африке:  ЮАР —  Уругвай.

## Карьера
Авторитетный интернет-ресурс WorldReferee.com включает Бузакку в пятёрку лучших действующих футбольных рефери в мире, а сам он называл себя «судьёй от Бога». Судейская карьера Массимо началась, когда ему был 21 год. С 28 лет Бузакка судит матчи швейцарской Высшей лиги, с 31 года — матчи Еврокубков, в 33 года он начал судить матчи Лиги Чемпионов, а ещё через четыре года — и матчи Чемпионата мира.
Несмотря на высокий рейтинг среди аналитиков, и на тот факт, что за 10 лет работы в Еврокубках Бузакка показал всего три красных карточки, его судейство часто подвергается критике.
1 марта 2006 года Бузакка судил товарищеский матч Россия — Бразилия, в ходе которого был забит спорный гол в ворота российской сборной (мяч влетел в ворота от локтя Роналдо).
В ходе матча Украина — Испания показал вызвавшую споры красную карточку защитнику сборной Украины Владиславу Ващуку и назначил пенальти в украинские ворота. После матча украинские болельщики через посольство Швейцарии на Украине передали Бузакке символическую красную карточку размером 2×3 м.
Критику вызвало также судейство Бузакки в последующем матче Аргентина — Мексика, в котором он не удалил Габриэля Хайнце с поля за грубую игру.
В сентябре 2009 года Бузакка во время судейства матча Кубка Швейцарии между «Янг Бойз» и «Баден», подвергаясь оскорблениям со стороны болельщиков одной из команд, показал им неприличный жест. Этот момент был запечатлён фоторепортёрами, что привело к скандалу в прессе и дисквалификации Массимо на три матча в рамках Чемпионата Швейцарии. Сам Массимо принёс свои извинения и оправдывал своё поведение провокациями из уст футбольных фанатов. На международные матчи эта дисквалификация не распространяется.
12 сентября 2009 года он был приглашён судить матч чемпионата Катара между командами «Аль-Гарафа» и «Аль-Хор». В ходе матча Бузакка неожиданно помочился прямо в штрафной площади хозяев поля. После матча он объяснил, что испытывал недомогание и был вынужден срочно справить нужду.
10 октября 2009 года Бузакка обслуживал матч отборочного турнира чемпионата мира по футболу 2010 года между командами сборной России и сборной Германии, отметившись спорным судейством, в середине второго тайма удалил защитника гостей Жерома Боатенга, но при этом не назначил два пенальти в ворота сборной Германии за очевидные нарушения.